# Exciter
Exciter é uma banda de speed metal do Canadá. Fundada em 1978, foi fundamental para o desenvolvimento do thrash/speed metal oitentista.

## Biografia
Em 1978 foi criada uma banda chamada Hell Razor, em Ottawa, Canadá. A banda consistia em John Ricci (guitarra), Dan Beehler (bateria) e Allan James Johnson (baixo).
Dois anos depois mudam o nome para Exciter e gravam uma demo, que enviam a Mike Varney da Shrapnel Records. Varney inclui uma canção desta demo no álbum  US Metal Volume II, em 1982. Pouco depois, Exciter assina contrato com a Shrapnel Records. No ano seguinte é gravado o primeiro álbum, Heavy Metal Maniac.
Ainda nesse ano a banda assina com a Megaforce Records. Em 1983 lançam o segundo álbum, intitulado Violence & Force. 
Depois de abrirem alguns concertos da banda Anthrax, partem numa tour pelos Estados Unidos, com a Mercyful Fate.
Depois de assinarem com a editora Music For Nations, viajam até Londres para gravarem o terceiro álbum, Long Live the Loud. 
Logo depois, partem para a  Europa com a banda Accept e, mais tarde, para os Estados Unidos, com as bandas Motörhead e Megadeth.
Ainda em  85 gravam o EP Feel the Knife, o último trabalho a ser gravado pela formação original da banda, já que depois do lançamento do EP John Ricci deixa a banda e Brian McPhee torna-se no novo guitarrista.
Unveiling the Wicked, o quarto álbum, é lançado em 1986. Depois, a banda seguiu para uma tourneé Europeia com Motörhead e Manowar seguida por uma tour na América do Sul em 1987,inclusive no Brasil, com a banda Venom.
A banda decidiu que Dan Beehler, que acumulava as funções de baterista e vocalista, não iria cantar mais. Foi então contratado Rob Malnati. Malnati estreou-se em 88, no álbum Exciter.
Em 1991 Dan Beehler voltou a ser também vocalista e baterista e o guitarrista John Ricci regressou à formação
No ano seguinte, assinaram com a Noise Records e gravaram o sexto álbum,  Kill after Kill. 
Durante três semanas a banda esteve em digressão pela Europa com Rage.
Em 1993 lançaram o primeiro álbum ao vivo, Better Live than Dead, gravado em  91 numa tour pelo Canadá.
Em Março de 1996 é anunciada uma formação quase nova: Rick Charron (bateria), Jacques Bélanger (vocais), Marc Charron (baixo). 
Depois de alguns concertos pelo Canadá gravaram o álbum, The Dark Command. Seguiu-se uma tour europeia com as bandas with Anvil e Flotsam and Jetsam.
Durante dois anos, a banda só apareceu duas vezes em festivais. No Verão de 2000 é apresentado Blood Of Tyrants. 
Um ano depois, Marc Charron deixou a banda.
No início de 2003 foi anunciada uma nova formação: John e Rick regressaram e, Rob Degroot e Paul Champagne juntaram-se à banda. 
Esta formação só durou até Março de 2003, quando Rob Degroot deixou a banda e Jacques Bélanger voltou à banda.
Em 2004 Paul Champagne deixou a banda e John gravou as partes de guitarra e baixa do álbum New Testament, uma espécie de best of. Pouco depois, o baixista Rob "Clammy" Cohen juntou-se à banda. 
Exciter terminou o ano em grande com uma tour pela Europa, em conjunto com Steel Attack.
Em 2005 actuou em vários festivais europeus: Tradate Iron Fest (Itália), Bang Your Head (Alemanha) e Metalcamp (Eslovénia).
No ano seguinte, Jacques Belanger deixou a banda de novo Kenny Winter substituiu-o.
A 4 de Março de 2008 Thrash Speed Burn foi apresentado ao público.
No final do ano de 2010, eles lançaram o disco Death Machine, que mantém o som clássico/veloz da banda, com vocais rasgados e agudos de Metal Mouth.
Em 2012 a banda abriu o "Metal Open Air", festival de Metal realizado em São Luis, no Maranhão.
Em Abril de 2014 foi anunciado a volta da formação original do Exciter: Dan Beehler, Allan James Johnson e John Ricci.

## Membros

### Formação atual
- Dan Beehler - bateria e vocal (1978-1993, 2014-hoje)
- John Ricci - guitarra (1978-1985, 1992-hoje)
- Allan James Johnson - baixo (1978-1988, 2014-hoje)

### Integrantes antigos
- Brian McPhee - guitarra (1986-1988)
- Rob Malnati - vocais (1988)
- David Ledden - baixo (1992)
- Jeff McDonald - baixo (1993)
- Rick Charron - bateria (1996-2014)
- Marc Charron -  baixo (1996-2002)
- Jacques Belanger - vocais (1996-2001, 2003-2006)
- Paul Champagne -  baixo (2003)
- Robert William DeGroot - vocais (2003)
- Rob "Clammy" Cohen - baixo (2004-2014)
- Kenny "Metal Mouth" Winter - vocais (2006-2014)

## Discografia

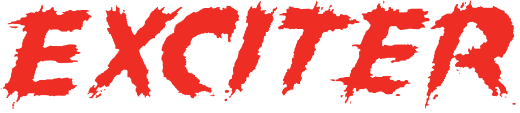
Logo do Exciter

### Álbuns de estúdio
- Heavy Metal Maniac (1983)
- Violence and Force (1984)
- Long Live the Loud (1985)
- Unveiling the Wicked (1986)
- Exciter O.T.T. (1988)
- Kill after Kill (1992)
- The Dark Command (1997)
- Blood of Tyrants (2000)
- New Testament (2004)
- Thrash Speed Burn (2008)
- Death Machine (2010)

### EP
- Feel the Knife 1985)

### Ao vivo
- Better Live Than Dead (1993)